# III liga polska w piłce nożnej (2024/2025)
III liga polska 2024/2025 – 9. edycja rozgrywek czwartego poziomu ligowego piłki nożnej mężczyzn w Polsce po reformie, przeprowadzonej w 2016 roku.

## Zasady rozgrywek

Zasięg terytorialny grup III ligi polskiej w piłce nożnej w sezonie 2024/2025

W III lidze sezonu 2024/2025 będą brały udział drużyny, które zostały podzielone na zasadzie terytorialnej na 4 grupy:
- grupa I (województwa: łódzkie, mazowieckie, podlaskie, warmińsko-mazurskie),
- grupa II (województwa: kujawsko-pomorskie, pomorskie, wielkopolskie, zachodniopomorskie),
- grupa III (województwa: dolnośląskie, lubuskie, opolskie, śląskie),
- grupa IV (województwa: lubelskie, małopolskie, podkarpackie, świętokrzyskie)[1].

Mistrzowie każdej z grup uzyskały awans na poziom centralny – do II ligi. Wicemistrzowie natomiast po zakończeniu sezonu rywalizowali w barażach o awans. 4 ostatnie drużyny spadły na poziom wojewódzki – do odpowiedniej terytorialnie grupy IV ligi. W przypadku spadku drużyn z II ligi do danej grupy III ligi, liczba spadkowiczów z III ligi wzrosła, tak było w przypadku grupy III, gdzie spadły drużyny z miejsc od 13 do 18 (6 zespołów).

## Grupa I

### Drużyny
| Uczestnicy sezonu 2023/2024 | Uczestnicy sezonu 2023/2024 | Uczestnicy sezonu 2023/2024 | Uczestnicy sezonu 2023/2024 |
| --------------------------- | --------------------------- | --------------------------- | --------------------------- |
| USK                         | Unia Skierniewice           | 2                           |                             |
| LE2                         | Legia II Warszawa           | 3                           |                             |
| BEŁ                         | GKS Bełchatów               | 4                           |                             |
| ŚWI                         | Świt Nowy Dwór Mazowiecki   | 5                           |                             |
| LTM                         | Lechia Tomaszów Mazowiecki  | 6                           |                             |
| PEL                         | Pelikan Łowicz              | 7                           |                             |
| BRŃ                         | Broń Radom                  | 8                           |                             |
| ŁOM                         | ŁKS Łomża                   | 9                           |                             |
| SDZ                         | Warta Sieradz               | 10                          |                             |
| WIK                         | GKS Wikielec                | 11                          |                             |
| MŁA                         | Mławianka Mława             | 12                          |                             |
| JA2                         | Jagiellonia II Białystok    | 13                          |                             |
| SUL                         | Victoria Sulejówek          | 14                          |                             |

| Spadek z II liga 2023/2024                                                                                    | Spadek z II liga 2023/2024 | Spadek z II liga 2023/2024 | Spadek z II liga 2023/2024 |
| --- | -------------------------- | -------------------------- | -------------------------- |
| STO | Stomil Olsztyn             | 18                         |                            |
| Oznaczenia: - kolumna pierwsza – skróty nazw drużyn, - kolumna trzecia – miejsce zajęte w poprzednim sezonie. |                            |                            |                            |

| Awans z IV ligi 2023/2024                                                                                     | Awans z IV ligi 2023/2024  | Awans z IV ligi 2023/2024 | Awans z IV ligi 2023/2024 |
| --- | -------------------------- | ------------------------- | ------------------------- |
| grupa łódzka                                                                                                  |                            |                           |                           |
| SOK | Sokół Aleksandrów Łódzki   | 1                         |                           |
| grupa mazowiecka                                                                                              |                            |                           |                           |
| WP2 | Wisła II Płock             | 1                         |                           |
| grupa podlaska                                                                                                |                            |                           |                           |
| WIG | Wigry Suwałki              | 1                         |                           |
| grupa warmińsko-mazurska                                                                                      |                            |                           |                           |
| PLW | Polonia Lidzbark Warmiński | 1                         |                           |
| Oznaczenia: - kolumna pierwsza – skróty nazw drużyn, - kolumna trzecia – miejsce zajęte w poprzednim sezonie. |                            |                           |                           |

### Tabela
| Lp. | Drużyna                        | M  | Z  | R  | P  | Bramki | Bramki | Różn. | Pkt | Uwagi                     | Bezpośrednio |
| --- | ------------------------------ | -- | -- | -- | -- | ------ | ------ | ----- | --- | ------------------------- | ------------ |
| 1   | Unia Skierniewice (M) (A)      | 34 | 23 | 5  | 6  | 81     | 30     | +51   | 74  | Awans do II ligi          |              |
| 2   | Legia II Warszawa (B)          | 34 | 21 | 7  | 6  | 75     | 39     | +36   | 70  | Baraże o awans do II ligi |              |
| 3   | ŁKS Łomża                      | 34 | 18 | 10 | 6  | 68     | 38     | +30   | 64  |                           |              |
| 4   | Warta Sieradz                  | 34 | 16 | 7  | 11 | 46     | 42     | +4    | 55  |                           |              |
| 5   | Wigry Suwałki                  | 34 | 13 | 9  | 12 | 46     | 38     | +8    | 48  |                           |              |
| 6   | Jagiellonia II Białystok       | 34 | 13 | 8  | 13 | 54     | 49     | +5    | 47  |                           |              |
| 7   | Świt Nowy Dwór Mazowiecki      | 34 | 13 | 8  | 13 | 47     | 58     | −11   | 47  |                           |              |
| 8   | GKS Bełchatów                  | 34 | 12 | 10 | 12 | 52     | 52     | 0     | 46  |                           |              |
| 9   | Broń Radom                     | 34 | 12 | 10 | 12 | 40     | 48     | −8    | 46  |                           |              |
| 10  | Lechia Tomaszów Mazowiecki     | 34 | 13 | 7  | 14 | 57     | 64     | −7    | 46  |                           |              |
| 11  | Mławianka Mława                | 34 | 12 | 8  | 14 | 67     | 62     | +5    | 44  |                           |              |
| 12  | Wisła II Płock                 | 34 | 11 | 10 | 13 | 54     | 58     | −4    | 43  |                           |              |
| 13  | GKS Wikielec                   | 34 | 10 | 12 | 12 | 39     | 45     | −6    | 42  |                           |              |
| 14  | Stomil Olsztyn (S)             | 34 | 11 | 9  | 14 | 44     | 56     | −12   | 42  | Spadek do IV ligi         |              |
| 15  | Victoria Sulejówek (S)         | 34 | 11 | 8  | 15 | 52     | 59     | −7    | 41  | Spadek do IV ligi         |              |
| 16  | Polonia Lidzbark Warmiński (S) | 34 | 9  | 14 | 11 | 46     | 60     | −14   | 41  | Spadek do IV ligi         |              |
| 17  | Pelikan Łowicz (S)             | 34 | 9  | 6  | 19 | 34     | 58     | −24   | 33  | Spadek do IV ligi         |              |
| 18  | Sokół Aleksandrów Łódzki (S)   | 34 | 2  | 6  | 26 | 26     | 72     | −46   | 12  | Spadek do IV ligi         |              |

## Grupa II

### Drużyny
| Uczestnicy sezonu 2023/2024 | Uczestnicy sezonu 2023/2024 | Uczestnicy sezonu 2023/2024 | Uczestnicy sezonu 2023/2024 |
| --------------------------- | --------------------------- | --------------------------- | --------------------------- |
| ELA                         | Elana Toruń                 | 2                           |                             |
| UNS                         | Unia Swarzędz               | 3                           |                             |
| ZAW                         | Zawisza Bydgoszcz           | 4                           |                             |
| BŁS                         | Błękitni Stargard           | 5                           |                             |
| NCZ                         | Noteć Czarnków              | 6                           |                             |
| ŚRW                         | Polonia Środa Wielkopolska  | 7                           |                             |
| GGD                         | Gedania Gdańsk              | 8                           |                             |
| PO2                         | Pogoń II Szczecin           | 9                           |                             |
| NSK                         | Pogoń Nowe Skalmierzyce     | 10                          |                             |
| KLE                         | Sokół Kleczew               | 11                          |                             |
| FLO                         | Flota Świnoujście           | 12                          |                             |
| WOL                         | Vineta Wolin                | 131 2                       |                             |
| CAR                         | Cartusia Kartuzy            | 14                          |                             |

| Spadek z II ligi 2023/2024 | Spadek z II ligi 2023/2024 | Spadek z II ligi 2023/2024 | Spadek z II ligi 2023/2024 |
| -------------------------- | -------------------------- | -------------------------- | -------------------------- |
| LP2                        | Lech II Poznań             | 16                         |                            |

| Awans z IV ligi 2023/2024                                                                                     | Awans z IV ligi 2023/2024 | Awans z IV ligi 2023/2024 | Awans z IV ligi 2023/2024 |
| --- | ------------------------- | ------------------------- | ------------------------- |
| grupa kujawsko-pomorska                                                                                       |                           |                           |                           |
| WDA | Wda Świecie               | 1                         |                           |
| grupa pomorska                                                                                                |                           |                           |                           |
| GRS | Gryf Słupsk               | 1                         |                           |
| grupa wielkopolska                                                                                            |                           |                           |                           |
| KOR | Kotwica Kórnik            | 1                         |                           |
| grupa zachodniopomorska                                                                                       |                           |                           |                           |
| WYB | Wybrzeże Rewalskie Rewal  | 1                         |                           |
| Oznaczenia: - kolumna pierwsza – skróty nazw drużyn, - kolumna trzecia – miejsce zajęte w poprzednim sezonie. |                           |                           |                           |

Objaśnienia:
1. Vineta Wolin wycofała się po rundzie jesiennej[3].
2. Vineta Wolin podjęła decyzję o powrocie do rozgrywek przed rozpoczęciem rundy wiosennej[4].

### Tabela
| Lp. | Drużyna                    | M  | Z  | R  | P  | Bramki | Bramki | Różn. | Pkt | Uwagi                     | Bezpośrednio |
| --- | -------------------------- | -- | -- | -- | -- | ------ | ------ | ----- | --- | ------------------------- | ------------ |
| 1   | Sokół Kleczew (M) (A)      | 34 | 22 | 6  | 6  | 60     | 35     | +25   | 72  | Awans do II ligi          |              |
| 2   | Błękitni Stargard (B)      | 34 | 19 | 6  | 9  | 78     | 45     | +33   | 63  | Baraże o awans do II ligi |              |
| 3   | Zawisza Bydgoszcz          | 34 | 17 | 8  | 9  | 65     | 41     | +24   | 59  |                           |              |
| 4   | Pogoń II Szczecin          | 34 | 15 | 13 | 6  | 72     | 45     | +27   | 58  |                           |              |
| 5   | Lech II Poznań             | 34 | 16 | 9  | 9  | 65     | 47     | +18   | 57  |                           |              |
| 6   | Unia Swarzędz              | 34 | 15 | 10 | 9  | 58     | 47     | +11   | 55  |                           |              |
| 7   | Polonia Środa Wielkopolska | 34 | 14 | 9  | 11 | 67     | 58     | +9    | 51  |                           |              |
| 8   | Pogoń Nowe Skalmierzyce    | 34 | 14 | 6  | 14 | 47     | 47     | 0     | 48  |                           |              |
| 9   | Elana Toruń                | 34 | 11 | 14 | 9  | 44     | 42     | +2    | 47  |                           |              |
| 10  | Wda Świecie                | 34 | 12 | 10 | 12 | 47     | 41     | +6    | 46  |                           |              |
| 11  | Noteć Czarnków             | 34 | 13 | 6  | 15 | 61     | 64     | −3    | 45  |                           |              |
| 12  | Flota Świnoujście          | 34 | 12 | 8  | 14 | 48     | 56     | −8    | 44  |                           |              |
| 13  | Cartusia Kartuzy           | 34 | 12 | 7  | 15 | 43     | 51     | −8    | 43  |                           |              |
| 14  | Wybrzeże Rewalskie Rewal   | 34 | 10 | 7  | 17 | 32     | 54     | −22   | 37  |                           |              |
| 15  | Kotwica Kórnik (S)         | 34 | 8  | 12 | 14 | 49     | 60     | −11   | 36  | Spadek do IV ligi         |              |
| 16  | Gedania Gdańsk (S)         | 34 | 10 | 4  | 20 | 43     | 80     | −37   | 34  | Spadek do IV ligi         |              |
| 17  | Gryf Słupsk (S)            | 34 | 6  | 12 | 16 | 38     | 55     | −17   | 30  | Spadek do IV ligi         |              |
| 18  | Vineta Wolin1              | 34 | 4  | 5  | 25 | 48     | 97     | −49   | 17  | Drużyna wycofana          |              |

## Grupa III

### Uczestnicy
| Uczestnicy sezonu 2023/2024 | Uczestnicy sezonu 2023/2024 | Uczestnicy sezonu 2023/2024 | Uczestnicy sezonu 2023/2024 |
| --------------------------- | --------------------------- | --------------------------- | --------------------------- |
| ŚL2                         | Śląsk II Wrocław            | 2                           |                             |
| KLU                         | MKS Kluczbork               | 3                           |                             |
| GPO                         | Górnik Polkowice            | 4                           |                             |
| PNI                         | Pniówek Pawłowice Śląskie   | 5                           |                             |
| GOZ                         | LKS Goczałkowice Zdrój      | 6                           |                             |
| GZ2                         | Górnik II Zabrze            | 7                           |                             |
| ŚLZ                         | Ślęza Wrocław               | 8                           |                             |
| STI                         | Stilon Gorzów Wielkopolski  | 9                           |                             |
| LZG                         | Lechia Zielona Góra         | 10                          |                             |
| CGU                         | Carina Gubin                | 11                          |                             |
| JEL                         | Karkonosze Jelenia Góra     | 12                          |                             |
| BOD                         | Odra Bytom Odrzański        | 13                          |                             |
| UTU                         | Unia Turza Śląska           | 14                          |                             |
| GWK                         | Warta Gorzów Wielkopolski   | 151                         |                             |

| Awans z IV ligi 2023/2024                                                                                     | Awans z IV ligi 2023/2024 | Awans z IV ligi 2023/2024 | Awans z IV ligi 2023/2024 |
| --- | ------------------------- | ------------------------- | ------------------------- |
| grupa dolnośląska                                                                                             |                           |                           |                           |
| ML2 | Miedź II Legnica          | 1                         |                           |
| grupa lubuska                                                                                                 |                           |                           |                           |
| PSŁ | Polonia Słubice           | 1                         |                           |
| grupa opolska                                                                                                 |                           |                           |                           |
| STB | Stal Brzeg                | 1                         |                           |
| grupa śląska I                                                                                                |                           |                           |                           |
| PKA | Podlesianka Katowice      | 12                        |                           |
| Oznaczenia: - kolumna pierwsza – skróty nazw drużyn, - kolumna trzecia – miejsce zajęte w poprzednim sezonie. |                           |                           |                           |

Objaśnienia:
1. W związku z dodatkowym utrzymaniem Skry Częstochowa w II lidze, w III lidze utrzymała się Warta Gorzów Wielkopolski[6].
2. Podlesianka Katowice wygrała baraże o awans do III ligi z Podbeskidziem II Bielsko-Biała.

### Tabela
| Lp. | Drużyna                        | M  | Z  | R  | P  | Bramki | Bramki | Różn. | Pkt | Uwagi                     | Bezpośrednio |
| --- | ------------------------------ | -- | -- | -- | -- | ------ | ------ | ----- | --- | ------------------------- | ------------ |
| 1   | Śląsk II Wrocław (M) (A)       | 34 | 23 | 6  | 5  | 75     | 30     | +45   | 75  | Awans do II ligi          |              |
| 2   | MKS Kluczbork (B)              | 34 | 21 | 6  | 7  | 69     | 23     | +46   | 69  | Baraże o awans do II ligi |              |
| 3   | Miedź II Legnica               | 34 | 20 | 7  | 7  | 72     | 45     | +27   | 67  |                           |              |
| 4   | Carina Gubin                   | 34 | 19 | 6  | 9  | 62     | 36     | +26   | 63  |                           |              |
| 5   | Warta Gorzów Wielkopolski      | 34 | 18 | 7  | 9  | 57     | 39     | +18   | 61  |                           |              |
| 6   | LKS Goczałkowice Zdrój         | 34 | 14 | 14 | 6  | 48     | 34     | +14   | 56  |                           |              |
| 7   | Ślęza Wrocław                  | 34 | 14 | 10 | 10 | 56     | 47     | +9    | 52  |                           |              |
| 8   | Lechia Zielona Góra            | 34 | 15 | 7  | 12 | 48     | 37     | +11   | 52  |                           |              |
| 9   | Górnik Polkowice               | 34 | 14 | 9  | 11 | 48     | 40     | +8    | 51  |                           |              |
| 10  | Pniówek Pawłowice Śląskie      | 34 | 15 | 4  | 15 | 42     | 63     | −21   | 49  |                           |              |
| 11  | Karkonosze Jelenia Góra        | 34 | 13 | 9  | 12 | 40     | 43     | −3    | 48  |                           |              |
| 12  | Górnik II Zabrze               | 34 | 13 | 9  | 12 | 57     | 44     | +13   | 48  |                           |              |
| 13  | Stilon Gorzów Wielkopolski (S) | 34 | 13 | 6  | 15 | 42     | 44     | −2    | 45  | Spadek do IV ligi         |              |
| 14  | Podlesianka Katowice (S)       | 34 | 10 | 7  | 17 | 51     | 61     | −10   | 37  | Spadek do IV ligi         |              |
| 15  | Odra Bytom Odrzański (S)       | 34 | 8  | 9  | 17 | 42     | 71     | −29   | 33  | Spadek do IV ligi         |              |
| 16  | Unia Turza Śląska (S)          | 34 | 5  | 6  | 23 | 28     | 73     | −45   | 21  | Spadek do IV ligi         |              |
| 17  | Stal Brzeg (S)                 | 34 | 3  | 9  | 22 | 26     | 60     | −34   | 18  | Spadek do IV ligi         |              |
| 18  | Polonia Słubice (S)            | 34 | 1  | 3  | 30 | 16     | 89     | −73   | 6   | Spadek do IV ligi         |              |

## Grupa IV

### Uczestnicy
| Uczestnicy sezonu 2023/2024 | Uczestnicy sezonu 2023/2024       | Uczestnicy sezonu 2023/2024 | Uczestnicy sezonu 2023/2024 |
| --------------------------- | --------------------------------- | --------------------------- | --------------------------- |
| SIA                         | Siarka Tarnobrzeg                 | 2                           |                             |
| STS                         | Star Starachowice                 | 3                           |                             |
| AVI                         | Avia Świdnik                      | 4                           |                             |
| WSK                         | Wiślanie Skawina                  | 52                          |                             |
| PBP                         | Podlasie Biała Podlaska           | 6                           |                             |
| CHM                         | Chełmianka Chełm                  | 7                           |                             |
| KSZ                         | KSZO 1929 Ostrowiec Świętokrzyski | 8                           |                             |
| CPŁ                         | Czarni Połaniec                   | 9                           |                             |
| DĘB                         | Wisłoka Dębica                    | 11                          |                             |
| ŚWI                         | Świdniczanka Świdnik              | 12                          |                             |
| WIA                         | KS Wiązownica                     | 13                          |                             |
| PNT                         | Podhale Nowy Targ                 | 14                          |                             |
| UNT                         | Unia Tarnów                       | 151                         |                             |

| Spadek z II liga 2023/2024                                                                                    | Spadek z II liga 2023/2024 | Spadek z II liga 2023/2024 | Spadek z II liga 2023/2024 |
| --- | -------------------------- | -------------------------- | -------------------------- |
| SNS | Sandecja Nowy Sącz         | 17                         |                            |
| Oznaczenia: - kolumna pierwsza – skróty nazw drużyn, - kolumna trzecia – miejsce zajęte w poprzednim sezonie. |                            |                            |                            |

| Awans z IV ligi 2023/2024                                                                                     | Awans z IV ligi 2023/2024 | Awans z IV ligi 2023/2024 | Awans z IV ligi 2023/2024 |
| --- | ------------------------- | ------------------------- | ------------------------- |
| grupa lubelska                                                                                                |                           |                           |                           |
| LLU | Lewart Lubartów           | 1                         |                           |
| grupa małopolska                                                                                              |                           |                           |                           |
| WK2 | Wisła II Kraków           | 1                         |                           |
| grupa podkarpacka                                                                                             |                           |                           |                           |
| PSL | Pogoń-Sokół Lubaczów      | 1                         |                           |
| grupa świętokrzyska                                                                                           |                           |                           |                           |
| KO2 | Korona II Kielce          | 1                         |                           |
| Oznaczenia: - kolumna pierwsza – skróty nazw drużyn, - kolumna trzecia – miejsce zajęte w poprzednim sezonie. |                           |                           |                           |

Objaśnienia:
1. Garbarnia Kraków wycofała się po zakończeniu poprzedniego sezonu, w związku z czym utrzymała się Unia Tarnów[7].
2. Wiślanie Jaśkowice występują pod nazwą Wiślanie Skawina[8].

### Tabela
| Lp. | Drużyna                           | M  | Z  | R  | P  | Bramki | Bramki | Różn. | Pkt | Uwagi                     | Bezpośrednio |
| --- | --------------------------------- | -- | -- | -- | -- | ------ | ------ | ----- | --- | ------------------------- | ------------ |
| 1   | Sandecja Nowy Sącz (M) (A)        | 34 | 22 | 8  | 4  | 65     | 31     | +34   | 74  | Awans do II ligi          |              |
| 2   | Podhale Nowy Targ (A) (B)         | 34 | 21 | 5  | 8  | 67     | 43     | +24   | 68  | Baraże o awans do II ligi |              |
| 3   | Siarka Tarnobrzeg                 | 34 | 20 | 5  | 9  | 76     | 42     | +34   | 65  |                           |              |
| 4   | KSZO 1929 Ostrowiec Świętokrzyski | 34 | 19 | 6  | 9  | 55     | 40     | +15   | 63  |                           |              |
| 5   | Avia Świdnik                      | 34 | 18 | 8  | 8  | 77     | 44     | +33   | 62  |                           |              |
| 6   | Korona II Kielce                  | 34 | 17 | 10 | 7  | 71     | 50     | +21   | 61  |                           |              |
| 7   | Star Starachowice                 | 34 | 16 | 7  | 11 | 61     | 46     | +15   | 55  |                           |              |
| 8   | Podlasie Biała Podlaska           | 34 | 15 | 8  | 11 | 59     | 42     | +17   | 53  |                           |              |
| 9   | Chełmianka Chełm                  | 34 | 16 | 5  | 13 | 74     | 62     | +12   | 53  |                           |              |
| 10  | Wisłoka Dębica                    | 34 | 14 | 4  | 16 | 61     | 55     | +6    | 46  |                           |              |
| 11  | Czarni Połaniec                   | 34 | 11 | 8  | 15 | 52     | 64     | −12   | 41  |                           |              |
| 12  | Wisła II Kraków                   | 34 | 11 | 8  | 15 | 72     | 60     | +12   | 41  |                           |              |
| 13  | Świdniczanka Świdnik              | 34 | 10 | 9  | 15 | 44     | 54     | −10   | 39  |                           |              |
| 14  | Wiślanie Skawina                  | 34 | 10 | 9  | 15 | 41     | 60     | −19   | 39  |                           |              |
| 15  | Pogoń-Sokół Lubaczów1             | 34 | 10 | 7  | 17 | 50     | 68     | −18   | 37  |                           |              |
| 16  | KS Wiązownica (S)                 | 34 | 7  | 9  | 18 | 38     | 70     | −32   | 30  | Spadek do IV ligi         |              |
| 17  | Lewart Lubartów (S)               | 34 | 5  | 4  | 25 | 31     | 85     | −54   | 19  | Spadek do IV ligi         |              |
| 18  | Unia Tarnów (S)                   | 34 | 2  | 4  | 28 | 28     | 106    | −78   | 10  | Spadek do IV ligi         |              |

## Baraże o II ligę
Po zakończeniu sezonu rozegrany został turniej barażowy o miejsce w II lidze w sezonie 2025/2026 
pomiędzy zespołami, które były wicemistrzami czterech grup w III lidze, z zespołami, które w II lidze zajęły pozycje 13–14. W 1 rundzie wicemistrzowie grup III ligi zmierzyły się o prawo gry w kolejnej rundzie. Zwycięzcy I rundy zmierzyły się z 13. i 14. zespołem II ligi. Gospodarzami pierwszych meczów były trzecioligowcy (Art. 11).
|  |              |                   |         |                   |   |          |                   |          |          |          |
|  | I runda      | I runda           | I runda |                   |   | II runda | II runda          | II runda | II runda | II runda |
|  | I runda      | I runda           | I runda |                   |   | II runda | II runda          | II runda | II runda | II runda |
|  |              |                   |         |                   |   |          |                   |          |          |          |
|  |              |                   |         |                   |   |          |                   |          |          |          |
|  | 2. (gr. II)  | Błękitni Stargard | 3       |                   |   |          |                   |          |          |          |
|  | 2. (gr. II)  | Błękitni Stargard | 3       |                   |   |          |                   |          |          |          |
|  | 2. (gr. III) | MKS Kluczbork     | 0       |                   |   |          |                   |          |          |          |
|  | 2. (gr. III) | MKS Kluczbork     | 0       |                   |   | 2.       | Błękitni Stargard | 0        | 0        | 0        |
|  |              |                   |         |                   |   | 2.       | Błękitni Stargard | 0        | 0        | 0        |
|  |              |                   | 14.     | Olimpia Grudziądz | 2 | 2        | 4                 |          |          |          |
|  | 2. (gr. IV)  | Podhale Nowy Targ | 14.     | Olimpia Grudziądz | 2 | 2        | 4                 | 2 (4)    |          |          |
|  | 2. (gr. IV)  | Podhale Nowy Targ |         |                   |   |          |                   |          |          |          |
|  | 2. (gr. I)   | Legia II Warszawa | 2 (3)   |                   |   |          |                   |          |          |          |
|  | 2. (gr. I)   | Legia II Warszawa | 2 (3)   |                   |   | 2.       | Podhale Nowy Targ | 2        | 3        | 5        |
|  |              |                   |         |                   |   | 2.       | Podhale Nowy Targ | 2        | 3        | 5        |
|  |              |                   | 16.     | Zagłębie II Lubin | 3 | 1        | 4                 |          |          |          |
|  |              |                   |         | Zagłębie II Lubin | 3 | 1        | 4                 |          |          |          |

### I runda[11]
| 11 czerwca 2025 | Podhale Nowy Targ                                                                     | 2:2 (pd. k. 4:3)        | Legia II Warszawa                                                                     |                                                                                                |
| 17:00           | Marcinho 5' · Mateusz Niedziałkowski 91'                                              | (1:0, 1:1, 2:1, k. 4:3) | 49' Adam Mesjasz · 117' Adam Ryczkowski                                               | Stadion Miejski im. Józefa Piłsudskiego w Nowym Targu, Nowy Targ Sędzia: Tomasz Wajda (Żywiec) |
| 17:00           | · Marcin Michota · Krzysztof Salak · Bartłomiej Purcha · Antoni Burkiewicz · Marcinho | Rzuty karne             | · Adam Ryczkowski · Adam Mesjasz · Cyprian Pchełka · Jakub Jendryka · Mateusz Możdżeń | Stadion Miejski im. Józefa Piłsudskiego w Nowym Targu, Nowy Targ Sędzia: Tomasz Wajda (Żywiec) |

| 11 czerwca 2025 | Błękitni Stargard                                                            | 3:0   | MKS Kluczbork |                                                                              |
| 18:00           | Damian Niedojad-Bednarczyk 38' · Wojciech Fadecki 56' · Błażej Starzycki 90' | (1:0) |               | Stadion Miejski w Stargardzie, Stargard Sędzia: Aleksander Borowiak (Poznań) |

### II runda
| 15 czerwca 2025 | Błękitni Stargard | 0:2   | Olimpia Grudziądz                 |                                                                             |
| 15:00           |                   | (0:0) | 78' Szymon Krocz · 90' Maciej Mas | Stadion Miejski w Stargardzie, Stargard Sędzia: Dominik Sulikowski (Gdańsk) |

| 18 czerwca 2025 | Olimpia Grudziądz                   | 2:0   | Błękitni Stargard |                                                                       |
| 17:30           | Dominik Frelek 65' · Maciej Mas 84' | (0:0) |                   | Stadion Miejski w Grudziądzu, Grudziądz Sędzia: Albert Różycki (Łódź) |

| 15 czerwca 2025 | Podhale Nowy Targ                            | 2:3   | Zagłębie II Lubin                                              | |
| 17:00           | Bartosz Kurzeja 35' · Marcin Michota 90' (k) | (1:1) | 15' Rafał Adamski · 57' Bartosz Zynek · 64' Paweł Kruszelnicki | Stadion Miejski im. Józefa Piłsudskiego w Nowym Targu, Nowy Targ Sędzia: Mateusz Piszczelok (Katowice) |

| 18 czerwca 2025 | Zagłębie II Lubin | 1:3   | Podhale Nowy Targ                                |                                                               |
| 12:00           | Rafał Adamski 15' | (1:2) | 18', 49' Antoni Burkiewicz · 39' Bartosz Kurzeja | boczne boisko nr 4 Zagłębia, Lubin Sędzia: Paweł Pskit (Łódź) |